# SMS Arcona (1902)
Lo SMS Arcona fu un incrociatore leggero della Kaiserliche Marine tedesca, nona unità della classe Gazelle.
Entrato in servizio nel 1903, l'incrociatore fu impiegato nel corso della prima guerra mondiale principalmente con compiti ausiliari e di difesa costiera; una delle poche unità navali concesse alla Germania dal trattato di Versailles, l'Arcona passò nel dopoguerra alla Reichsmarine fino al suo ritiro dal servizio nel 1930. Impiegato come nave caserma dalla Kriegsmarine, allo scoppio della seconda guerra mondiale l'incrociatore fu riconvertito in batteria antiaerea galleggiante, servendo fino al 3 maggio 1945 quando fu autoaffondato dall'equipaggio nel porto di Brunsbüttel.

## Storia
Impostata nei cantieri della AG Weser di Brema nel 1901, la nave fu varata il 22 aprile 1902 con il nome di SMS Arcona in onore di Capo Arkona sull'isola di Rügen, terza unità della Kaiserliche Marine a portare questo nome; l'incrociatore entrò poi in servizio il 12 maggio 1903 venendo assegnato alle forze da ricognizione della Hochseeflotte. Nel 1905 l'Arcona fu assegnato alla divisione comprendente l'incrociatore corazzato SMS Friedrich Carl e gli incrociatori leggeri SMS Hamburg e SMS Frauenlob, ma nel 1907 fu destinato a impieghi oltremare che si protrassero per i tre anni successivi. Nel 1909 l'Arcona compì una crociera nell'oceano Pacifico alla volta delle coste occidentali degli Stati Uniti d'America, facendo tappa anche nel porto di Honolulu; qui, il 18 dicembre, l'incrociatore prestò assistenza al mercantile britannico Celtic Chief, finito incagliato su un bassofondo e rimorchiato in salvo dall'Arcona dopo essere stato alleggerito del carico
La nave rientrò in Germania nel 1910, dove riprese il servizio con la flotta. Tra il 1911 e il 1912 l'incrociatore fu messo in cantiere a Wilhelmshaven per lavori di modernizzazione: due dei cannoni da 105 mm furono rimossi e sostituiti da due impianti lanciasiluri da 500 mm montati sul ponte, oltre a installare le sistemazioni per l'imbarco e il rilascio di 200 mine navali; al suo rientro in servizio nel 1913 la nave fu ritirata dal servizio di prima linea e impiegata come nave sperimentale per la guerra di mine. I due cannoni rimossi nel 1912 furono poi reinstallati nel 1914. Dopo l'inizio della prima guerra mondiale nell'agosto 1914, l'Arcona fu impiegato per la difesa costiera e, più avanti nel corso del conflitto, fu inviato nell'estuario dell'Ems per fungere da stazione radio e centro di coordinamento degli attacchi dei sommergibili tedeschi contro il traffico mercantile britannico.
Alla fine della prima guerra mondiale, l'Arcona fu tra gli otto incrociatori leggeri che il trattato di pace consentì alla Germania di mantenere in servizio. Passato alla neo costituita Reichsmarine, l'Arcona servì come nave deposito per i dragamine in servizio nel Mare del Nord tra il 1919 e il 1920; rimesso in servizio nel 1921, l'incrociatore servì fino al 1923 quando fu posto in riserva. Radiato dal servizio il 15 gennaio 1930, l'Arcona fu impiegato come nave caserma prima a Wilhelmshaven e, dal 1936, a Swinemünde; passata alla nuova Kriegsmarine, l'unità servì ancora come nave caserma a Kiel dal 1938 fino allo scoppio della seconda guerra mondiale.
Nel maggio 1940 lo scafo dell'Arcona fu riconvertito in batteria antiaerea galleggiante per la difesa del porto di Swinemünde: l'armamento originario fu rimpiazzato da un cannone 10,5 cm SK C/32, quattro cannoni da 10,5 cm FlaK 38, due cannoni da 3,7 cm SK C/30 e quattro mitragliere da 2 cm FlaK. Più avanti nel corso del conflitto la nave fu trasferita a Wilhelmshaven e poi a Brunsbüttel; nel corso degli ultimi giorni della seconda guerra mondiale, con la città ormai prossima a cadere nelle mani dei reparti britannici avanzanti, l'Arcona fu autoaffondato il 3 maggio 1945 dal suo stesso equipaggio per prevenirne la cattura. Lo scafo dell'incrociatore fu riportato a galla sotto la supervisione dei britannici e infine avviato alla demolizione tra il 1948 e il 1949.